# Galium peplidifolium
Galium peplidifolium är en måreväxtart som beskrevs av Pierre Edmond Boissier. Galium peplidifolium ingår i släktet måror, och familjen måreväxter. Inga underarter finns listade i Catalogue of Life.